# Henry Kirke Brown
Pour les articles homonymes, voir Brown.
Cet article possède un paronyme, voir Henry Brown.
Henry Kirke Brown (né le 24 février 1814 à Leyden (Massachusetts) – mort le 10 juillet 1886 à Newburgh) est un sculpteur américain.

## Biographie
Il commença à peindre des portraits alors qu'il était encore enfant, et étudia la peinture à Boston avec Chester Harding, apprenant un peu sur le modelage. Entre 1836 et 1839, il passa ses étés à travailler comme ingénieur ferroviaire pour gagner assez d'argent pour pouvoir poursuivre ses études artistiques.
Il passa quatre années (1842-1846) en Italie mais retourna à New York, restant un artiste profondément américain, qui ne fut jamais dominé, comme tant d'autres premiers artistes américains, par l'influence italienne.
Il est célèbre pour ses statues équestres, notamment celle du général Winfield Scott (1874) à Washington, D.C., et celle de George Washington (1856) à Union Square à New York, qui est la seconde statue équestre créée aux États-Unis, suivie trois ans plus tard par celle d'Andrew Jackson à Washington, œuvre de Clark Mills (1815-1883). Brown fut l'un des premiers américains à couler ses propres bronzes.
Parmi ses différentes œuvres, on peut citer des statues d'Abraham Lincoln (Union Square, New York), Nathanael Greene, George Clinton, Philip Kearny et Richard Stockton (toutes au National Statuary Hall, au Capitole des États-Unis) ; une statue de De Witt Clinton et L’Ange de la Résurrection, tous deux  au cimetière de Green-Wood à Brooklyn, et un chasseur aborigène. Le New York Times remarque que la statue de DeWitt Clinton exposée au City Hall Park en 1855 fut la première sculpture américaine coulée d'une seule pièce.
Henry Brown eut plusieurs enfants dont Harold Bush-Brown, longtemps directeur de l'école d'architecture du Georgia Tech et James Bush-Brown, architecte-paysagiste et coauteur de l’America's Garden Book.

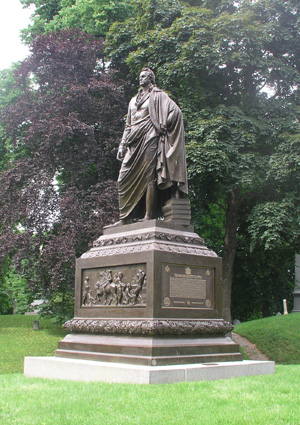
Monument de DeWitt Clinton, 1855, au cimetière de Green-Wood, Brooklyn
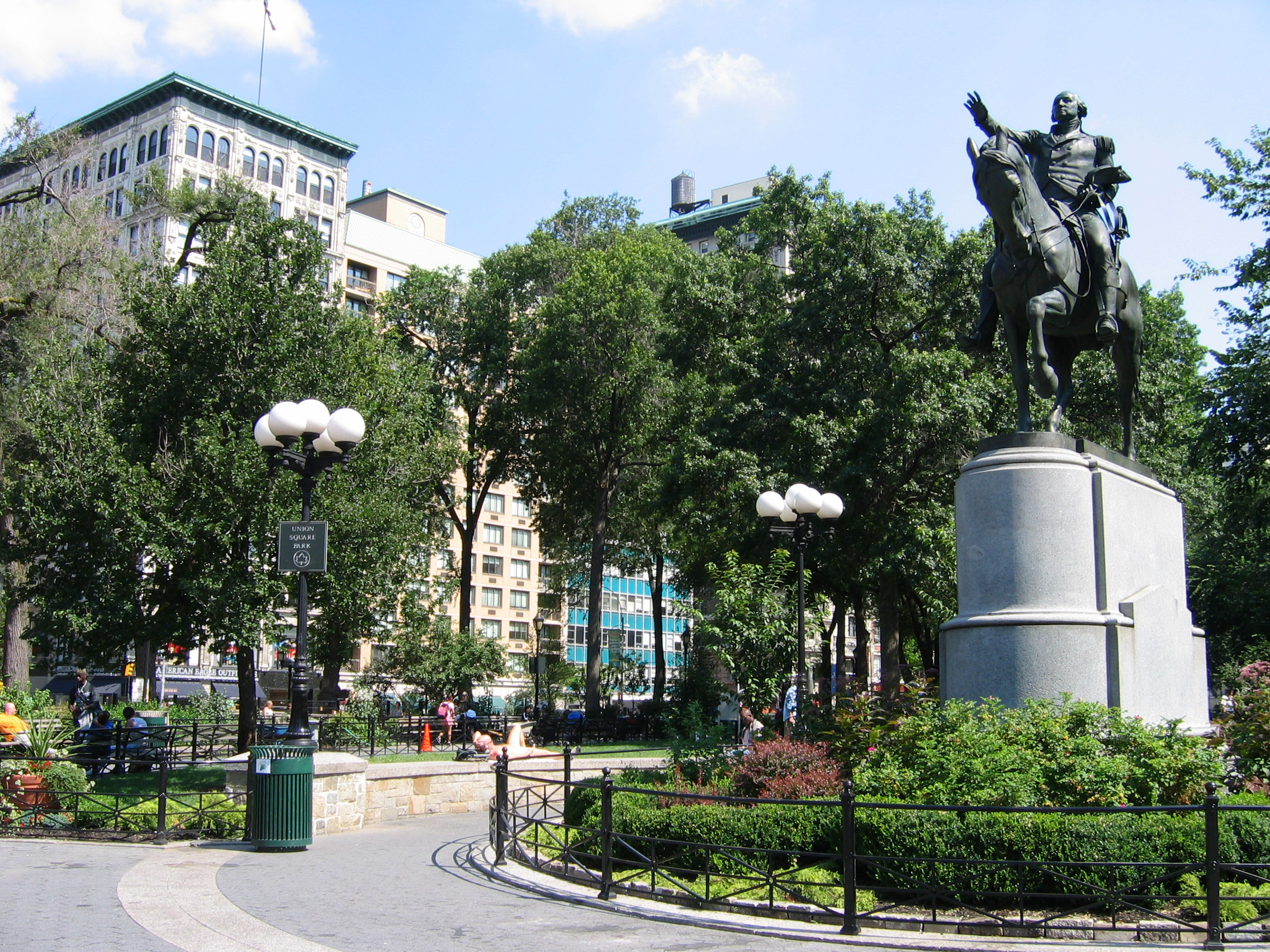
George Washington à Union Square
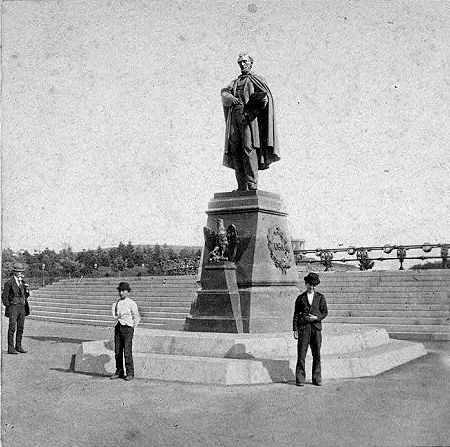
Abraham Lincoln à Grand Army Plaza, Brooklyn

## Source
- (en) Cet article est partiellement ou en totalité issu de l’article de Wikipédia en anglais intitulé « Henry Kirke Brown » (voir la liste des auteurs).